# Wołczkowo
Wołczkowo [vɔu̯t͡ʂˈkɔvɔ] là một ngôi làng thuộc khu hành chính của Gmina Dobra, thuộc Hạt cảnh sát, West Pomeranian Voivodeship, ở phía tây bắc Ba Lan, gần biên giới Đức. Nó nằm khoảng 5 kilômét (3 mi)   phía đông Dobra, 11 km (7 mi) phía tây nam của Cảnh sát, và 12 km (7 mi) phía tây bắc của thủ đô khu vực Szczecin.